# گرگ وان
گرگ واگن (انگلیسی: Greg Vaughan؛ زادهٔ ۱۵ ژوئن ۱۹۷۳) یک هنرپیشه اهل ایالات متحده آمریکا است. وی از سال ۱۹۹۶ میلادی تاکنون مشغول فعالیت بوده‌است.